# Кріста Гармотто
Кріста Гармотто  (англ. Christa Harmotto, 12 жовтня 1986) — американська волейболістка, олімпійська медалістка.

## Виступи на Олімпіадах
| Олімпіада   | Дисципліна | Місце |
| ----------- | ---------- | ----- |
| Лондон 2012 | волейбол   | 2     |
| Ріо 2016    | волейбол   | 3     |